# Forfalskning
En forfalskning foregiver at være som ægte. Fx kunstværker, tekster, penge, mærketøj, personer og smykker. Dokumentfalsk, falskmøntneri samt fremstilling af kopivarer er strafbare handlinger.
Berømte litterære forfalskninger fra slutningen af det 20. århundrede er Hitlers og Jack the Rippers dagbøger. Blandt ældre litterære falsknerier kan nævnes det konstantinske gavebrev, den senantikke Historia Augusta og Daniels Bog i det Gamle Testamente. Et ikke-litterært eksempel er Piltdownmennesket, hvor man med et menneskekranium sat sammen med kæben fra en orangutang forsøgte at skabe et ukendt fortidsmenneske.